# بخش خنرال ماداریاگا
بخش خنرال ماداریاگا (به اسپانیایی: Partido de General Madariaga) یک منطقهٔ مسکونی در آرژانتین است که در استان بوئنوس آیرس واقع شده‌است. بخش خنرال ماداریاگا ۲۸۶٫۳ کیلومتر مربع مساحت و ۱۸٬۲۸۶ نفر جمعیت دارد.